# Schoudervlekstompkaak
De schoudervlekstompkaak (Badister sodalis) is een keversoort uit de familie van de loopkevers (Carabidae). De wetenschappelijke naam van de soort werd in 1812 gepubliceerd door Caspar Erasmus Duftschmid.